# 까인 분

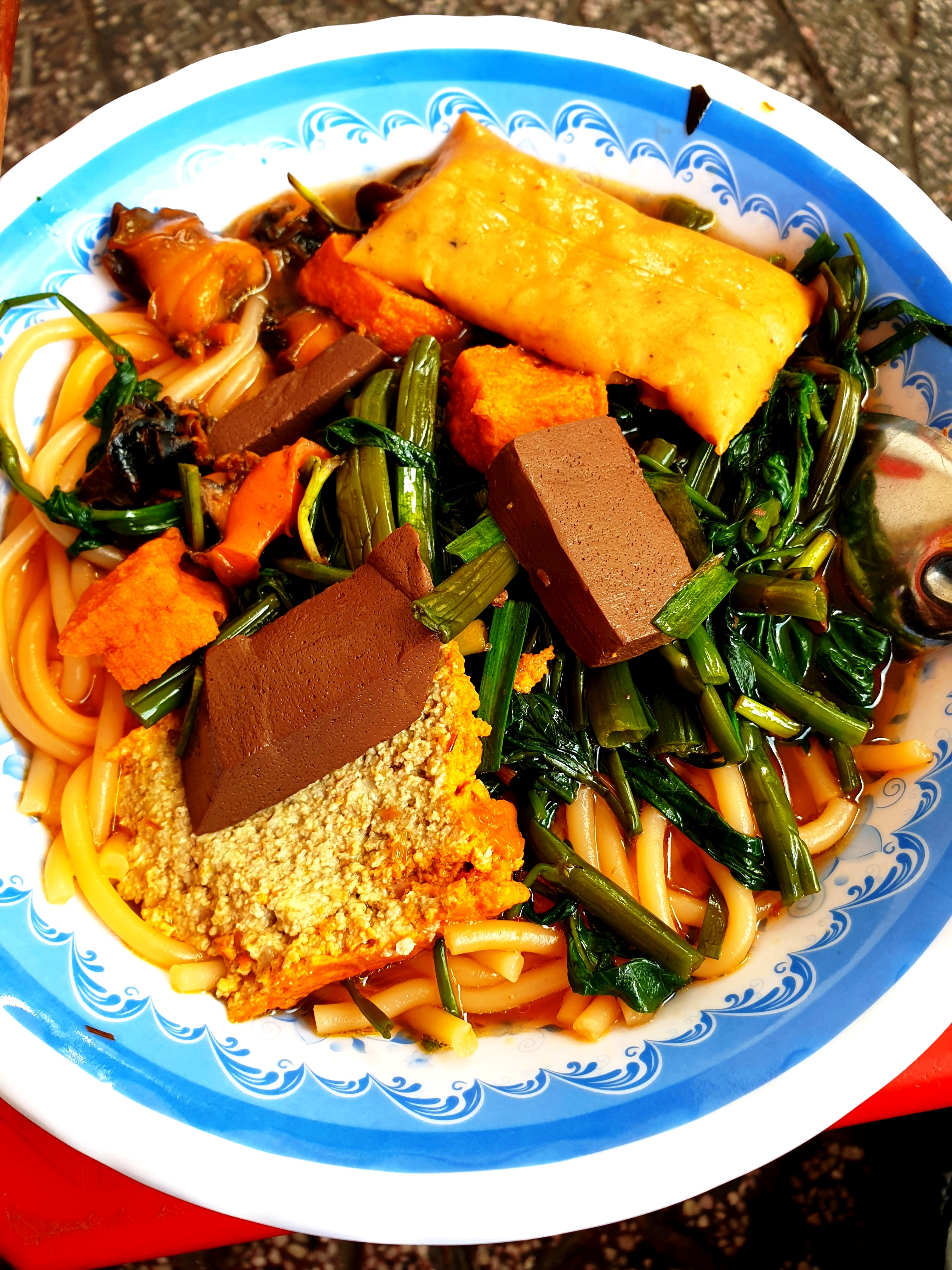
까인 분

까인 분(베트남어: canh bún)은 베트남의 국수 요리이다. 베트남 북부의 전통 요리로, "꾸어동(cua đồng)"이라 불리는 민물 게(Somanniathelphusa sinensis)를 쓰는 쌀국수 요리라는 점이 분 리에우 꾸어와 비슷하지만, 분 리에우에 쓰는 것보다 굵은 쌀국수인 "분 또(bún to)"가 쓰인다. 또한 토마토와 타마린드가 들어가 신맛이 강한 분 리에우에 비해, 게가 들어간 국물 특유의 자연스레 달큼한 맛이 강조된다. 주로 데친 공심채를 곁들이며, 기름에 지지거나 튀긴 두부를 곁들이기도 한다.

## 같이 보기
- 분 리에우